# Полабы (племя)

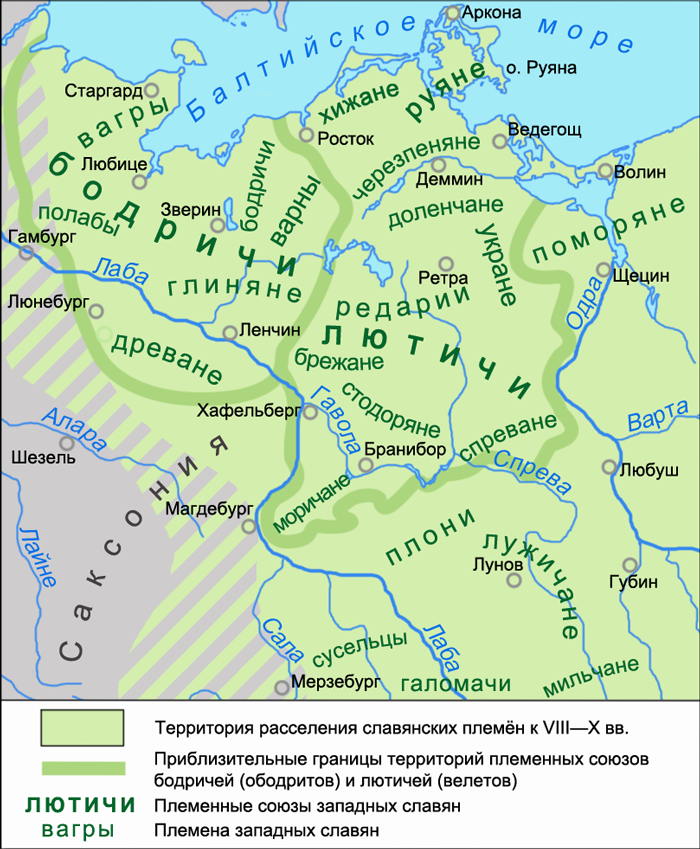
Племя полабов на карте размещения полабских племён в VIII—X вв.

Пола́бы (полабяне) (лат. polabi) — средневековое западнославянское племя, входившее в племенной союз ободритов. Полабы населяли земли по правому берегу нижней Лабы к северо-востоку от Гамбурга, к югу от реки Траве. К западу от них находились области расселения немцев, к северу от них размещалось племя вагров, к востоку — племена бодричей и глинян (выше по течению Эльбы), к юго-востоку за Эльбой — племя древян. Все эти племена, также как и полабы, входили в ободритский союз. Впервые племя полабов упоминается в хронике Адама Бременского XI века.
Центром полабов был Ратибор (совр. Рацисбург) — в настоящее время этот город является одним из районных центров земли Шлезвиг-Гольштейн. Главным языческим божеством полабов была Жива, или Сива, местами совершения языческих культов у них были священные рощи.
В XII—XIII вв полабы были окончательно завоёваны немцами, приняли христианство, их земли на западе (а также земли вагров) вошли в состав графства Гольштейн, на востоке — в состав герцогства Мекленбург. В течение нескольких веков полабы были полностью ассимилированы немцами.